# 鮭延秀綱
鮭延 秀綱（さけのべ ひでつな）は、安土桃山時代から江戸時代前期にかけての武将。最上氏、土井氏の家臣。典膳、越前守を称する。

## 生涯
出羽国の豪族・佐々木貞綱の子として誕生。
鮭延氏は、近江源氏佐々木氏流六角氏支流鯰江氏の一族と自称した。二十代綱村（永正9年（1512年）没）のとき出羽に下り横手城主小野寺氏に仕え、関口（現在の湯沢市関口）に住したという。その後、小野寺氏の命で最上地方に下り岩鼻館（現在の戸沢村蔵岡）を拠点としたが、永禄6年（1563年）に父・貞綱の時に庄内の大宝寺氏（武藤氏）の侵攻に敗れ、鮭川のほとりの真室内町に退き、居城の地名である鮭延を名字とした。なお、このころ幼少だった秀綱は一時大宝寺氏に捕えられ庄内に連れ去られ小姓として仕えている。
その後、鮭延城主となるが、天正9年（1581年）に最上義光の軍勢の侵攻を受け抵抗を試みるものの、攻め手の氏家守棟の調略により内部の切り崩しを受けたため降伏、本領を安堵された。以後は最上氏に仕え、最上領北方の守護として旧主・小野寺氏を相手に和戦両面で活躍、文禄4年（1595年）には楯岡満茂の先鋒として湯沢城攻略に貢献するなどした。
慶長5年（1600年）の関ヶ原の戦いに呼応して直江兼続率いる上杉軍が、最上氏の長谷堂城を包囲する（慶長出羽合戦）。秀綱は副将格として長谷堂城に派遣され、城主の志村光安を助け、楯岡光直や清水義親らと共にこれを救援した。秀綱は部隊を率いて上杉本陣に迫るなどの奮戦ぶりを見せ『永慶軍記』には、直江兼続に「鮭延が武勇、信玄・謙信にも覚えなし」と言わしめ、後日兼続から褒美が遣わされたとある。戦後に最上氏が出羽山形57万石に封じられると、秀綱には真室城11,500石が与えられた。
元和3年（1617年）、年少の最上義俊が最上家の家督を継いだことに反対し、秀綱は義光の四男・山野辺義忠を擁立したため、家臣団は分裂して対立した。このお家騒動（最上騒動）が理由で元和8年（1622年）、最上氏は近江国大森1万石に転封。事実上、改易された。秀綱も佐倉藩主・土井利勝預かりとなったが、後に最上騒動の不始末を許されてからは土井氏に仕えた。このとき、与えられた知行5千石を山形以来の家臣14名に全て分け与え、自身は家臣の下を転々として暮らしたともいわれている。この時点での利勝はまだ6万2500石の大名で5千石もの知行は過大な負担であるが、秀綱を客分として召し抱えることは将軍秀忠直接の仲介であり、この分を加増されていたことがわかっている。この直前に秀忠より徳川忠長の附家老とする要請があったが、秀綱は固辞していたという。
なお、この預かり中には江戸本郷（後の本郷森川町近辺）に蟄居していた。既に妻と嫡男の秀義に先立だれており、身の回りの世話に雇った土地の娘との間に元和9年（1623年）子を儲けた。この庶子は森川弥五兵衛と名乗り、その家系は土井家臣となっている。秀義の遺児も引き取っていたが、こちらは籠宮姓を名乗らせ別家とし、鮭延家自体は断絶させた。
寛永10年（1633年）4月の土井家転封に伴って古河に移り、正保3年（1646年）、当地にて死去。遺徳を偲んだ家臣達によって鮭延寺（茨城県古河市）が建立され、弔われた。

## 逸話
- 太閤検地に反対し土一揆に加勢した池田盛周とその家来達が、鮭延秀綱のもとに助けを求め逃れると、お尋ね者となった盛周らを秀綱は匿ったという。
- 土井家預かり中、利勝の諮問に答え、関ヶ原の戦いの時の仁賀保挙誠の勇戦振りを語った。これに感銘を受けた利勝の推挙により、元和9年（1623年）10月18日、挙誠は常陸国武田5000石から旧領仁賀保1万石の大名に復帰することができた。

## 登場作品
- 海音寺潮五郎　短編小説 「乞食大名」（短編集『かぶき大名』収録）
- 映画『乞食と大名』（上短編原作の作品）
- 神坂次郎　短編小説 「もらいもす大名ー鮭延越前守秀綱」（短編集『おかしな大名たち』収録）